# Horky nad Jizerou
Pour les articles homonymes, voir Horky.
Horky nad Jizerou (en allemand : Horka an der Iser) est une commune du district de Mladá Boleslav, dans la région de Bohême-Centrale, en Tchéquie. Sa population s'élevait à 588 habitants en 2020.

## Géographie
Horky nad Jizerou est arrosée par la Jizera et se trouve à 4,5 km au nord-nord-est de Benátky nad Jizerou, à 8,5 km au sud-sud-ouest de Mladá Boleslav et à 41 km au nord-est de Prague.
La commune est limitée par Hrušov au nord, par Brodce à l'est, par Benátky nad Jizerou au sud, et par Zdětín et Chotětov à l'ouest.

## Histoire
La première mention écrite de la localité date de 1505.

## Transports
Par la route, Horky nad Jizerou se trouve à 6,5 km de Benátky nad Jizerou, à 12,5 km de Mladá Boleslav et à 48 km du centre de Prague.